# Überbau (Nachbarrecht)
Um einen Überbau handelt es sich im Nachbarrecht, wenn der Eigentümer eines Grundstücks oder grundstücksgleichen Rechts bei der Errichtung eines Gebäudes über die Grundstücksgrenze gebaut hat.

## Allgemeines
Die Grundstücksgrenze begrenzt das Eigentum und damit das Herrschaftsrecht an einem Grundstück und seinen Bestandteilen. Das Nachbarrecht verbietet deshalb den Eigentümern, beim Bau von Gebäuden oder sonstigen Bauwerken diese Grenze zu überschreiten, und sieht beim Überhang von Pflanzen oder beim Überfall von Fallobst auf Nachbargrundstücke besondere Regelungen vor. Der Überbau hat eine sachenrechtliche und eine baurechtliche Komponente und stellt eine Eigentumsstörung für den betroffenen Nachbarn dar.

## Sachenrecht (Deutschland)
Allgemeines
Wie bei den anderen nachbarrechtlichen Eigentumsstörungen, beeinträchtigt auch ein Überbau das Eigentum am betroffenen Grundstück, so dass dessen Grundstückseigentümer nach § 1004 BGB die Beseitigung des Überbaus verlangen könnte. Das hätte aber die Zerstörung wirtschaftlicher Werte durch Abriss des Überbaus und Neubau an richtiger Stelle zur Folge. Um dies zu verhindern, schlägt § 912 BGB eine werterhaltende Lösung und Zahlung einer Überbaurente vor, die in § 913 und § 914 spezifiziert wird.
Gemäß § 916 BGB gelten die Vorschriften für den Überbau analog für den Fall, dass von dem Überbau eine Dienstbarkeit oder ein Erbbaurecht auf dem Nachbargrundstück betroffen ist.
Hat ein vom Grundstückseigentümer beauftragter Architekt den Überbau verschuldet, sind Vorsatz und grobe Fahrlässigkeit des ermächtigten Architekten beim Überbau in entsprechender Anwendung des § 166 BGB dem Grundstückseigentümer zuzurechnen.
Urteile
Ragt ein Gebäude über die Grenze zum Nachbargrundstück hinaus, so ist es gleichgültig, ob dieses Gebäude unter, auf oder über der Erdoberfläche liegt. Deshalb werden auch Balkone oder Tiefgaragen von dieser Regelung erfasst. Allerdings war der Bundesgerichtshof (BGH) im zitierten Urteil der Auffassung, dass die Beseitigung eines Grenzüberbaues, den der Nachbar weder kraft Gesetzes noch auf Grund vertraglichen
Übereinkommens zu dulden braucht, nicht verlangt werden kann, wenn sie für den Überbauenden mit unverhältnismäßig großen, ihm bei Berücksichtigung der beiderseitigen Interessen sowie aller sonstigen Umstände billigerweise nicht zuzumutenden Aufwendungen verbunden wäre.
Führt die neue Aufteilung eines Grundstücks dazu, dass ein auf ihm stehendes Gebäude von der Grenze der neu gebildeten Grundstücke durchschnitten wird, liegt ein Überbau vor. Ein Überbau muss nicht geduldet werden, wenn er nicht den Regeln der Baukunst entspricht und deshalb über die Grenzverletzung hinausreichende Beeinträchtigungen des Nachbarn besorgen lässt.
Arten
Beim Überbau darf nach § 912 BGB der überbauende Nachbar weder vorsätzlich noch grob fahrlässig gehandelt haben („unentschuldigter Überbau“), so dass der Überbau eine unerlaubte Handlung darstellt. Der eigentliche Überbau im Rechtssinne beruht also stets auf einfacher Fahrlässigkeit („entschuldigter Überbau“). Hierfür besteht keine Duldungspflicht, sofern der betroffene Nachbar entweder vor oder sofort nach der Grenzüberschreitung Widerspruch erhoben hat. Widerspricht er, so steht ihm nach § 912 Abs. 2 BGB eine Geldrente gegen den Störer zu. Widerspricht er nicht oder zu spät, muss er den entschuldigten Überbau dulden. Das Rentenrecht ist im Grundbuch nicht eintragungsfähig, geht aber allen anderen Rechten an dem belasteten Grundstück, auch den älteren, vor.
Rechtsfolgen
Beim entschuldigten Überbau geht der überragende Teil nicht in das Eigentum des überbauten Eigentümers über, so dass das Eigentum an dem überbauenden Grundstück auch das Eigentum an dem überragenden Teil einschließt, freilich ohne den überbauten Teil des betroffenen Nachbargrundstücks. Der unentschuldigte Überbau wird wesentlicher Bestandteil des hiervon betroffenen Nachbargrundstücks (§ 946 BGB, § 94 Abs. 1 BGB). Besteht dagegen eine Duldungspflicht, wird der Überbau wesentlicher Bestandteil des Grundstücks, von dem der Überbau ausging. Der betroffene Nachbar kann dann aber verlangen, dass ihm der Überbauende die betroffene Grundstücksfläche mittels Grundstückskaufvertrag abkauft (§ 915 Abs. 1 BGB).

## Baurecht (Deutschland)
Im Baurecht gibt es die überbaubare Grundstücksfläche. Sie ist derjenige Teil eines Baugrundstücks, auf welchem entsprechend den Festsetzungen des Bebauungsplans und unter Beachtung der jeweiligen bauordnungsrechtlicher Vorschriften ein Bauwerk oder Gebäude errichtet werden darf. Ein Vortreten von Gebäudeteilen in geringfügigem Ausmaß kann baurechtlich zugelassen werden (§ 23 Abs. 3 Satz 2 BauNVO), was jedoch mit den geschilderten zivilrechtlichen Vorschriften kollidiert.

## International
Hat in Österreich jemand mit eigenen Materialien ohne Wissen und Willen des Eigentümers auf fremdem Grunde gebaut, so fällt das Gebäude dem Grundeigentümer zu (§ 418 ABGB). Sind Teile eines Gebäudes über die Grenze gebaut, wird von einem Grenzüberbau gesprochen. Die Vorschrift des § 418 ABGB stellt nach herrschender Meinung nachgiebiges und durch Parteienvereinbarung abdingbares Recht dar, so dass sie nicht zur Anwendung kommt, wenn zwischen Bauherr und Grundeigentümer ein Übereinkommen besteht, welches das Eigentumsrecht am Gebäude und am verbauten Grund regelt; sie greift auch dann nicht ein, wenn das Übereinkommen nachträglich, etwa erst bei der Grenzverhandlung oder Grenzermittlung, zustande kommt.
In der Schweiz ist von Überbau die Rede, wenn Bauten von einem Grundstück auf ein anderes überragen, sei es, dass sie in den Luftraum des Nachbargrundstücks hinüber ragen (etwa ein Erker oder ein Balkon), sei es, dass sie teilweise auf dem Nachbargrundstück erstellt sind (etwa ein Keller). Erstellt der Eigentümer eines Grundstücks ein Bauwerk, das auf ein Nachbargrundstück überragt, so gehört der überragende Bauteil dem Überbauenden, sofern er bloß den Luftraum des Nachbargrundstücks in Anspruch nimmt, hingegen dem Eigentümer des überragten (überbauten) Grundstücks, sofern er auf oder unter der Erdoberfläche errichtet ist (Art. 642 Abs. 1 ZGB). In beiden Fällen ist der Eigentümer des überbauten Grundstücks berechtigt, die Beseitigung des überragenden Bauteils auf Kosten des Überbauenden zu verlangen (Art. 641 Abs. 2 ZGB). Bauten, die von einem Grundstück auf ein anderes überragen, verbleiben Bestandteil des Grundstückes, von dem sie ausgehen, wenn dessen Eigentümer auf ihren Bestand ein dingliches Recht hat (Art. 674 Abs. 1 ZGB). Ist ein Überbau unberechtigt und erhebt der Verletzte, trotzdem dies für ihn erkennbar geworden ist, nicht rechtzeitig Einspruch, so kann, wenn es die Umstände rechtfertigen, dem Überbauenden, der sich in gutem Glauben befindet, gegen angemessene Entschädigung das dingliche Recht auf den Überbau oder das Eigentum am Boden zugewiesen werden (Art. 674 Abs. 3 ZGB).
Im französischen Code civil (CC) ist der Überbau (französisch empiètement) nicht ausdrücklich geregelt. Dort sind die allgemeinen gesetzlichen Vorschriften anzuwenden, wonach der Eigentümer des vom Überbau betroffenen Grundstücks die Beseitigung des überbauten Teils verlangen kann. Er ist ein Eingriff, bei dem jemand eine Befugnis ausübt, die einem anderen zusteht. Art. 555 CC findet keine Anwendung, wenn ein Eigentümer ein Bauwerk ausführt, das in das benachbarte Grundstück eingreift. Der Kassationshof erinnerte in einem anderen Fall daran, dass niemand gezwungen werden kann, in sein Eigentum einzugreifen, und betont gleichzeitig, dass eine alternative Lösung für die Zerstörung eines Überbaus gesucht werden muss, um dem Eingriff ein Ende zu setzen. In Art. 671 CC ist für eine Grenzmauer geregelt, dass sie bei Genehmigung des Mauerbaus durch den betroffenen Nachbarn Miteigentum (französisch mitoyenneté) beider Nachbarn wird.
In den USA ist der Überbau (englisch encroachment) regional in den Bundesstaaten geregelt. Baut beispielsweise in Louisiana ein Grundeigentümer in gutem Glauben ein Gebäude über die Grenze des benachbarten Guts und erhebt der Eigentümer jenes Guts nicht innerhalb einer angemessenen Frist Widerspruch, so kann ein Gericht das Verbleiben des Gebäudes gestatten. Der Erbauer erwirbt dann eine Grunddienstbarkeit am fremden überbauten Grund und Boden und muss dem betroffenen Eigentümer eine Entschädigung zahlen (Art. 670 Zivilgesetzbuch Louisiana).